# Starovîșnîvețke, Sînelnîkove
Starovîșnîvețke (în ucraineană Старовишнивецьке) este localitatea de reședință a comunei Starovîșnîvețke din raionul Sînelnîkove, regiunea Dnipropetrovsk, Ucraina.

## Demografie
Componența lingvistică a localității Starovîșnîvețke
     Ucraineană (93,88%)
     Rusă (5,63%)
     Alte limbi (0,38%)
Conform recensământului din 2001, majoritatea populației localității Starovîșnîvețke era vorbitoare de ucraineană (93,88%), existând în minoritate și vorbitori de rusă (5,63%).